# Hengifossa
Hengifossa – rzeka w Islandii, wypływająca z jeziora Hengifossarvatn na łąkach Fljotsdalsheidi i uchodząca do jeziora Logurinn. 
Jej przebieg dekorują dwa wodospady: Hengifoss (118 m.) – trzeci co do wysokości wodospad na Islandii i otoczony bazaltowymi słupami Litlanesfoss.